# Љубомир Марић (политичар)
Љубомир Марић (1977) српски је политичар. Био је министар управе и локалне самоуправе у Влади Републике Косово од 2014. до 2016. године као представник Српске листе. Касније је изабран за посланика у Народној скупштини Србије на парламентарним изборима у Србији 2020. Љубомир је члан Српске напредне странке.

## Приватан живот
Рођен је 1977. године у Книну, у тадашњој Социјалистичкој Републици Хрватској у Социјалистичкој Федеративној Републици Југославији. Године 1995. године, са породицом је побегао из Книна током операције Олуја и настанио се у Косовској Митровици. Магистрирао је менаџмент.

## Министар Владе Косова
Српска листа је ушла у коалициону владу Косова након Бриселског споразума из 2013. године, којим су нормализовани поједини односи између влада Србије и Косова без решавања статуса територије. Марић је 2014. године постављен за једног од два представника Српске листе у Влади Косова, на функцији министра управе и локалне самоуправе. Учествовао је у наставку преговора у Бриселу, који су се, између осталог, бавили планираним оснивањем Заједнице српских општина. Он је у мајском интервјуу 2015. рекао да је ЗСО неопходна за опстанак Срба на Косову и Метохији. Он је додао да није било воље за стварањем ЗСО пре формирања администрације Исе Мустафе и да је укључивање Српске листе у власт убрзало промену. Успостављање ЗСО је накнадно одложено, а до данас није формирана.
Марић је био чест гласноговорник српске заједнице на Косову током свог времена у влади. У фебруару 2016, он је назначио да ће заједница предложити свог кандидата на косовским председничким изборима 2016. како би наставила са формирањем ЗСО. Касније је изјавио да српски делегати неће учествовати у расправама месних одбора о статусу рудника Трепча, истакавши да би то питање требало да буде решено у Бриселу.
Марић је смењен из владе 16. децембра 2016. и замењен другим представником српске заједнице. Ову одлуку осудила је Напредна странка, која је за маневрисање локалних чланова Покрета социјалиста окривила Српску листу. То на крају није утицало на савез напредњака и Покрета социјалиста у Влади Србије. Премијер Косова*, Мустафа бранио је ту одлуку рекавши да нема поверења у Марића као министра, оптуживши га да даје изјаве супротне политици Владе.
Влада Србије је 14. марта 2017. именовала Марића за помоћника директора Канцеларије за Косово и Метохију. У том својству, наставио је да има надзор над процесом успостављања ЗСО. После косовских парламентарних избора 2017. године, жалио се Организацији за европску безбедност и сарадњу (ОЕБС) да је неким Србима ускраћена франшиза.

## Посланик у Народној скупштини Србије
Марић је добио педесет друго место на изборној листи Напредне странке Александар Вучић — За нашу децу на парламентарним изборима 2020. године, и изабран је за посланика, након убедљиве победиле листе, која је освојила укупно 188 мандата. Члан је скупштинског одбора за Косово и Метохију, заменик члана одбора за културу и информисање, шеф посланичке групе пријатељства Србије са Централноафричком Републиком, као и члан група пријатељства са многобројним државама.

## Напомена
1. ↑  Република Косово једнострано је проглашена држава на територији Републике Србије, противно Уставу Републике Србије и Резолуцији Савета безбедности Уједињених нација 1244. Према Резолуцији, цела територија Косова и Метохије, правно гледано, налази се у саставу Србије док не буде постигнуто коначно решење. Србија не признаје једнострано отцепљење, по међународном праву, њене територије, прецизније аутономне покрајине под привременом управом Уједињених нација (УНМИК). Влада са седиштем у Приштини има дефакто власт над већином територије, док поједине структуре Србије функционишу на северу и у српским енклавама.